# Omar Daoud
Omar Mohamed Daoud (ar. محمود مخلوف, ur. 9 kwietnia 1983 w Massie, zm. 9 maja 2018) – libijski piłkarz grający na pozycji obrońcy.

## Kariera klubowa
Karierę piłkarską Daoud rozpoczął w klubie Al Wifaq Sabrata. W jego barwach zadebiutował w 2001 roku w pierwszej lidze libijskiej. W 2003 roku odszedł do Olympic Azzaweya, a w 2005 roku trafił do Algierii, do klubu Jeunesse Sportive de Kabylie. W 2006 roku wywalczył z nim mistrzostwo Algierii.
Na początku 2007 roku Daoud wrócił do Libii i został zawodnikiem Al-Ahly Trypolis. Jesienią 2008 roku grał w saudyjskim Al-Wahda Mekka, a na początku 2009 roku powrócił do Al-Ahly.

## Kariera reprezentacyjna
W reprezentacji Libii Daoud zadebiutował w 2005 roku. Ro później w Pucharze Narodów Afryki 2006 rozegrał 2 spotkania: z Egiptem (0:3) i z Marokiem (0:0).

## Śmierć
Zginął w wypadku samochodowym.